# A Peep Behind the Scenes (film fra 1918)
A Peep Behind the Scenes er en britisk stumfilm fra 1918 af Kenelm Foss og Geoffrey H. Malins.

## Medvirkende
- Ivy Close - Norah Joyce
- Gerald Ames - Augustus Joyce
- Gertrude Bain - Lucy Leslie
- Vera Bryer - Rosalie Joyce
- Kenneth Gore - Toby Charlton